# James McFadden
Pour les articles homonymes, voir McFadden.
James Henry McFadden, né le 14 avril 1983 à Glasgow (Écosse), est un footballeur international écossais qui évolue au poste de milieu de terrain ou d'attaquant du début des années 2000 à la fin des années 2010.

## Biographie

### Les débuts prometteurs avec Motherwell
James McFadden est né le 14 avril 1983 à Springburn, dans la banlieue de Glasgow (Écosse). Il intègre les équipes de jeunes du Motherwell FC, et se fait remarquer par l'entraîneur de l'équipe première, qui lui offre sa première cape avec les grands dès ses 17 ans. Le jeune buteur intègre complètement l'équipe première lors de la saison 2001-2002, où il explose littéralement, inscrivant 10 buts en 21 matchs de championnat. Sa saison suivante est encore plus aboutie, puisqu'il inscrit 16 buts en 31 matchs de championnat, ce qui lui permet d'être nommé SPFA Young Player of the Year (Jeune Joueur de l'Année de la SPFA). Cependant les difficultés financières de Motherwell et des problèmes de discipline (15 cartons jaunes et un rouge lors du dernier exercice) persuadent les dirigeants de pousser le jeune Glaswegien vers la sortie. Il part donc pour l'Angleterre où il découvre la Premier League. Des années plus tard, McFadden révèle que le Celtic FC voulait l'avoir sous forme de prêt.

### Everton
C'est finalement le manager de Everton FC, club évoluant en Premier League (Angleterre), l'écossais David Moyes, qui le fait signer pour quatre ans plus deux années en option pour 1,25 million de livres sterling (1,8 million d'euros). Buteur de formation, l'écossais est cependant barré par un effectif déjà bien fourni (Kevin Campbell, Tomasz Radzinski, puis Wayne Rooney et Marcus Bent). Moyes le fait donc jouer ailier gauche, où il joue en tant que doublure de son compatriote Gary Naysmith lors de la saison 2003-2004, puis en tant que doublure de l'Irlandais Kevin Kilbane lors de la saison 2004-2005. Encore jeune, s'adaptant à un nouveau poste et un nouveau championnat, McFadden réalise cependant deux bonnes saisons.
McFadden réalise une excellente saison 2005-2006. Les départs de Wayne Rooney pour Manchester United et de Marcus Bent pour Charlton lui permettent de devenir titulaire en attaque, avec James Beattie. Le 11 mars 2006, il marque d'une volée à 35 mètres des buts adverses qui aide Everton à s'imposer 3-1 contre Fulham. Il poursuit sur sa lancée la semaine suivante en reprenant le ballon en demi-volée à l’extérieur de la surface de réparation lors de la victoire des Toffees 4-1 face à Aston Villa. Il termine la saison avec sept buts.
Le début de saison 2006-2007 est plus difficile pour l'écossais, qui n'inscrit que deux buts en 19 matchs en moitié de saison. Le 24 janvier 2007, McFadden se blesse à son cinquième métatarsien lors d'un entrainement avec Everton. Après près de trois mois sur le banc de touche, il fait un retour fracassant le 15 avril 2007, en tant que remplaçant à la seconde mi-temps contre Charlton Athletic. Il réalise une reprise de volée spectaculaire dans le temps additionnel qui donne la victoire aux blues 2-1, un but qui sera plus tard voté comme celui de la saison par les lecteurs de SkySports.
La saison 2007-2008, qui est sa dernière avec les Toffees, est la plus accomplie de McFadden pour le club. En octobre 2007, McFadden marqué un but égalisateur crucial dans la victoire d'Everton sur le Metalist Kharkiv en Coupe UEFA. Le 2 janvier 2008, il célèbre son but face à Middlesbrough en pointant son brassard noir vers le ciel en hommage à son ancien capitaine de Motherwell, Phill O'Donnell, qui venait de mourir.

### Birmingham City
Le 18 janvier 2008, McFadden rejoint Birmingham City sur un contrat de trois et demie, avec une option pour deux années supplémentaires, pour un montant initial de cinq millions de livres sterling. Il inscrit son premier but lors de son quatrième match avec le club sur penalty face à West Ham United à Upton Park, après avoir été taclé par Lucas Neil. Le match suivant, contre Arsenal, il inscrit un but sur un coup franc situé à 20 mètres des cages avant de réaliser un doublé sur penalty qui permet aux siens d'égaliser dans la dernière minute du temps additionnel.
Lors de la saison 2008-2009, Birmingham est relégué en Championship. Néanmoins, sa saison est entravée par une grave blessure au genou qui l'a empêcher d’être un titulaire régulier.
McFadden débute bien la saison 2009-2010 en inscrivant le premier du club de la saison sur penalty, qui offre la victoire à Birmingham contre Portsmouth FC. Il accomplit sa meilleure saison avec le club en inscrivant cinq buts en championnat.
McFadden souffre d'une rupture du ligament croisé antérieur en août 2010. Il retourne à l'entrainement en mars 2011, mais subit de nouveau une nouvelle blessure qui met définitivement fin à sa saison 2010-2011. À la suite de leur relégation en Championship, Birmingham décide de ne prendre une option de deux ans sur le contrat de l'international écossais. Le club tente de négocier mais aucun accord n'est trouvé et McFadden quitte Birmingham après expiration de son contrat en juin 2011. Libre de tout contrat, il est mis à l'essai chez les Wolverhampton Wanderers en septembre 2011. Malgré l'enthousiasme du staff des Wolves pour l'écossais, les deux parties n'arrivent pas à se mettre d'accord sur un contrat et McFadden reste sans club.

### Bref passage à Everton puis Sunderland
McFadden continue à s’entraîner avec Birmingham pendant l'été pour retrouver la forme. Après des rumeurs le renvoyant au pays au Celtic Glasgow, il signe finalement jusqu'à la fin de la saison 2010-2011 dans son ancien club d'Everton le 17 octobre 2011. Il débute en équipe réserve du club, qui est sa première apparition sur les terrains depuis 13 mois. Le 5 novembre 2010, il entre en jeu comme remplaçant à la 81e minute mais ne peut empêcher la défaite 2-1 d'Everton contre Newcastle United. Il doit attendre jusqu'en avril 2012 pour son premier match en tant que titulaire dans la victoire 4-0 face à Sunderland. Il est libéré à la mi-mai après avoir pris part à huit rencontres toutes compétitions confondues.
En septembre 2012, McFadden effectue un essai avec Sunderland. Le 26 octobre 2012, il signe un contrat de trois mois en faveur de Sunderland. Le 15 décembre 2012, il fait ses débuts durant la défaite 3-1 contre Manchester United à Old Trafford. Le 12 janvier, il joue son premier match à domicile face à West Ham.

### Retour à Motherwell
McFadden s'entraine avec Motherwell FC lors de la pré-saison 2012-2013. Le 21 juillet 2012, il joue son premier match pour Motherwell lors du jubilé de Steven Hammell contre son ancien club d'Everton. L'entraineur de l'équipe, Stuart McCall, essaye de convaincre McFadden de signer pour son club formateur mais les deux parties ne trouvent pas d'accord.
Après l’échec de signature d'un nouveau contrat avec Sunderland, l'ailier écossais retourne dans son pays s’entraîner avec Motherwell. Le 18 février 2013, McFadden signe avec le club jusqu'à la fin de la saison. Il joue son premier match lors de la victoire 2-1 contre le Celtic Glasgow. Le 15 mars 2013, McFadden inscrit son premier but depuis son retour pendant la victoire  4-1 contre Hibernian et réalise deux passes décisives durant le match. Sa belle performance lui vaut d’être nommé « Homme du match ». Le 6 avril 2013, il égalise contre Saint Mirren. Le 5 mai 2013, il marque son premier doublé avec Motherwell contre l'équipe d'Inverness Caledonian Thistle. À la fin de la saison, McFadden se voit offrir un nouveau contrat mais son avenir demeure incertain.
Au début de la pré-saison pour la saison 2013-2014, McFadden retourne au club et voyage avec eux à leur camp d'entraînement en Espagne. Pendant un match amical qui se finit par une défaite 4-2 contre Newcastle, il inscrit un penalty en réalisant une audacieuse Panenka. Après le match, la direction du club allonge le contrat de l'Écossais de un an. Le 19 juillet 2013, il signe officiellement son nouveau contrat, qu'il décrit comme "une décision facile pour moi à faire.".
Au début de la saison 2013-2014, McFadden débute comme ailier droit, mais il voit rapidement sa forme baissée et ne peut participer à un match important de la Coupe de la ligue écossaise. Il subit également de nombreuses blessures aux dos qui l'affaiblissent. Le 29 décembre 2013, il marque son premier but de la saison en championnat dans la victoire 4-3 contre Partick Thistle avant d'inscrire son second but la semaine suivante contre Saint Johnstone FC. Après ces deux matches, McFadden dit que ses performances ont ravivé sa forme. Le 1er mars 2014, McFadden réalise un grand match en marquant un but et en réalisant trois passe décisives qui permet de battre les Hearts. Le 22 mars 2014, il marque son quatrième but en championnat pendant la victoire 2-1 sur Ross County. À la fin de la saison, McFadden est libéré par le club qui ne prolonge pas son contrat en raison des problèmes de blessures récurrentes du joueur malgré le désir de l'ailier de signer un nouveau contrat.

### Fin de carrière
Le 1er octobre 2014, il rejoint St Johnstone. Le 4 octobre 2014, il joue son premier match pour le club mais son équipe s'incline 2-1 contre Saint Mirren. Le 22 novembre 2014, il inscrit son premier but lors de la victoire de Saint Johnstone 2-1 sur Ross County.
En juillet 2016, l'ancien international écossais est nommé entraîneur assistant du Motherwell FC mais joue également pour l'équipe première jusqu'à l'été 2017.
Le 8 septembre 2017, McFadden signe un contrat de courte durée en faveur du Queen of the South qui évolue en deuxième division. Son contrat touche à sa fin le 1er janvier 2018 et McFadden décide de mettre un terme à sa carrière.

### Carrière internationale
James McFadden honore sa première sélection avec l'équipe nationale d'Écosse le 30 avril 2003, en étant titularisé lors d'un match amical perdu face à l'Autriche (0-2). Il inscrit son premier but le 6 septembre 2003, lors de la victoire des écossais face aux Îles Féroé (3-1). Le 15 novembre de la même année il donne la victoire aux siens face aux Pays-Bas (1-0).
McFadden est connu pour avoir marqué le but de la victoire face à l'équipe de France, le 12 septembre 2007, au Parc des Princes, d'une frappe lointaine somptueuse,,,.
En équipe nationale, McFadden a joué 48 matchs et marqué 15 buts. Il prend sa retraite internationale en 2010.

## Statistiques

### Statistiques détaillées
| Saison                | Club                  | Championnat           | Championnat | Championnat | Championnat | Coupe nationale | Coupe nationale | Coupe nationale | Coupe de la Ligue | Coupe de la Ligue | Coupe de la Ligue | Compétition(s) continentale(s) | Compétition(s) continentale(s) | Compétition(s) continentale(s) | Compétition(s) continentale(s) | Total | Total | Total |
| Saison                | Club                  | Division              | M.          | B.          | P.d.        | M.              | B.              | P.d.            | M.                | B.                | P.d.              | Comp.                          | M.                             | B.                             | P.d.                           | M.    | B.    | P.d.  |
| 2000-2001             | Motherwell FC         | D1                    | 6           | 0           | 1           | 1               | 0               | 0               | -                 | -                 | -                 | -                              | -                              | -                              | -                              | 7     | 0     | 1     |
| 2001-2002             | Motherwell FC         | D1                    | 24          | 10          | 3           | 1               | 0               | 0               | -                 | -                 | -                 | -                              | -                              | -                              | -                              | 25    | 10    | 3     |
| 2002-2003             | Motherwell FC         | D1                    | 30          | 13          | 5           | 4               | 5               | 0               | 1                 | 1                 | 0                 | -                              | -                              | -                              | -                              | 35    | 19    | 5     |
| 2003-2004             | Motherwell FC         | D1                    | 3           | 3           | 0           | -               | -               | -               | -                 | -                 | -                 | -                              | -                              | -                              | -                              | 3     | 3     | 0     |
| Sous-total            | Sous-total            | Sous-total            | 63          | 26          | 9           | 6               | 5               | 0               | 1                 | 1                 | 0                 | -                              | -                              | -                              | -                              | 70    | 32    | 9     |
| 2003-2004             | Everton FC            | Premier League        | 23          | 0           | 2           | 1               | 0               | 0               | 3                 | 0                 | 0                 | -                              | -                              | -                              | -                              | 27    | 0     | 2     |
| 2004-2005             | Everton FC            | Premier League        | 23          | 1           | 0           | 3               | 2               | 0               | 3                 | 0                 | 0                 | -                              | -                              | -                              | -                              | 29    | 3     | 0     |
| 2005-2006             | Everton FC            | Premier League        | 32          | 6           | 3           | 4               | 1               | 0               | 1                 | 0                 | 0                 | C3                             | 4                              | 0                              | 0                              | 41    | 7     | 3     |
| 2006-2007             | Everton FC            | Premier League        | 19          | 2           | 1           | -               | -               | -               | 2                 | 1                 | 0                 | -                              | -                              | -                              | -                              | 21    | 3     | 1     |
| 2007-2008             | Everton FC            | Premier League        | 12          | 2           | 0           | 1               | 0               | 0               | 3                 | 2                 | 2                 | C3                             | 5                              | 1                              | 0                              | 21    | 5     | 2     |
| Sous-total            | Sous-total            | Sous-total            | 109         | 11          | 6           | 9               | 3               | 0               | 12                | 3                 | 2                 | -                              | 9                              | 1                              | 0                              | 139   | 18    | 8     |
| 2007-2008             | Birmingham City       | Premier League        | 12          | 4           | 4           | -               | -               | -               | -                 | -                 | -                 | -                              | -                              | -                              | -                              | 12    | 4     | 4     |
| 2008-2009             | Birmingham City       | Championship          | 30          | 4           | 4           | -               | -               | -               | -                 | -                 | -                 | -                              | -                              | -                              | -                              | 30    | 4     | 4     |
| 2009-2010             | Birmingham City       | Premier League        | 36          | 5           | 3           | 4               | 0               | 2               | 1                 | 0                 | 0                 | -                              | -                              | -                              | -                              | 41    | 5     | 5     |
| 2010-2011             | Birmingham City       | Premier League        | 4           | 0           | 1           | -               | -               | -               | 1                 | 1                 | 0                 | -                              | -                              | -                              | -                              | 5     | 1     | 1     |
| Sous-total            | Sous-total            | Sous-total            | 82          | 13          | 12          | 4               | 0               | 2               | 2                 | 1                 | 0                 | -                              | -                              | -                              | -                              | 88    | 14    | 14    |
| 2011-2012             | Everton FC            | Premier League        | 7           | 0           | 0           | 1               | 0               | 0               | -                 | -                 | -                 | -                              | -                              | -                              | -                              | 8     | 0     | 0     |
| Sous-total            | Sous-total            | Sous-total            | 7           | 0           | 0           | 1               | 0               | 0               | -                 | -                 | -                 | -                              | -                              | -                              | -                              | 8     | 0     | 0     |
| 2012-2013             | Sunderland            | Premier League        | 3           | 0           | 0           | -               | -               | -               | -                 | -                 | -                 | -                              | -                              | -                              | -                              | 3     | 0     | 0     |
| Sous-total            | Sous-total            | Sous-total            | 3           | 0           | 0           | -               | -               | -               | -                 | -                 | -                 | -                              | -                              | -                              | -                              | 3     | 0     | 0     |
| 2012-2013             | Motherwell FC         | Premiership           | 13          | 5           | 4           | -               | -               | -               | -                 | -                 | -                 | -                              | -                              | -                              | -                              | 13    | 5     | 4     |
| 2013-2014             | Motherwell FC         | Premiership           | 27          | 4           | 6           | 1               | 0               | 0               | 1                 | 1                 | 0                 | C3                             | 1                              | 0                              | 0                              | 30    | 5     | 6     |
| Sous-total            | Sous-total            | Sous-total            | 40          | 9           | 10          | 1               | 0               | 0               | 1                 | 1                 | 0                 | -                              | 1                              | 0                              | 0                              | 43    | 10    | 10    |
| 2014-2015             | St Johnstone FC       | Premiership           | 17          | 1           | 2           | 2               | 1               | 1               | 1                 | 0                 | 0                 | -                              | -                              | -                              | -                              | 20    | 2     | 3     |
| Sous-total            | Sous-total            | Sous-total            | 17          | 1           | 2           | 2               | 1               | 1               | 1                 | 0                 | 0                 | -                              | -                              | -                              | -                              | 20    | 2     | 3     |
| 2015-2016             | Motherwell FC         | Premiership           | 3           | 0           | 2           | 1               | 0               | 0               | -                 | -                 | -                 | -                              | -                              | -                              | -                              | 4     | 0     | 2     |
| 2016-2017             | Motherwell FC         | Premiership           | 6           | 2           | 0           | -               | -               | -               | -                 | -                 | -                 | -                              | -                              | -                              | -                              | 6     | 2     | 0     |
| Sous-total            | Sous-total            | Sous-total            | 9           | 2           | 2           | 1               | 0               | 0               | -                 | -                 | -                 | -                              | -                              | -                              | -                              | 10    | 2     | 2     |
| 2017-2017             | Queen of the South    | D2                    | 11          | 0           | 1           | 2               | 0               | 1               | 2                 | 0                 | 0                 | -                              | -                              | -                              | -                              | 15    | 0     | 2     |
| Sous-total            | Sous-total            | Sous-total            | 11          | 0           | 1           | 2               | 0               | 1               | 2                 | 0                 | 0                 | -                              | -                              | -                              | -                              | 15    | 0     | 2     |
| Total sur la carrière | Total sur la carrière | Total sur la carrière | 341         | 62          | 42          | 26              | 9               | 4               | 19                | 6                 | 2                 | -                              | 10                             | 1                              | 0                              | 396   | 78    | 48    |

### Buts internationaux
Ce tableau résume les buts en sélection de James McFadden. Son but contre l'Espagne le 3 septembre 2004 lui est attribué malgré l'arrêt du  match à cause d'une défaillance de projecteurs et d'une forte pluie. De plus, la fédération écossaise le compte comme valide tandis que la FIFA statut que le but, un tir sur coup de pied arrêté, est un contre-son-camp de Rubén Baraja qui dévie la balle de la tête. Une nouvelle fois, des divergences apparaissent pour le but face à l'Islande le 10 septembre 2008. D'un côté, la FIFA l'attribue à son coéquipier Barry Robson tandis que la fédération écossaise le considère comme étant l'œuvre de McFadden. Après consultation en mars 2009, le but est finalement attribué à McFadden.

## Palmarès
- Vainqueur de la Coupe Kirin en 2006